# Перещепинська міська рада
Переще́пинська міська́ ра́да — адміністративно-територіальна одиниця та орган місцевого самоврядування в Новомосковському районі Дніпропетровської області. Адміністративний центр — місто Перещепине.

## Населені пункти
Міській раді підпорядковані населені пункти:
- м. Перещепине
- с. Козирщина
- с. Малокозирщина
- с. Олександрія
- с. Свічанівка
- с-ще Вишневе

## Склад ради
Рада складається з 26 депутатів та голови.
- Голова ради: Цвіркун Ярослав Олексійович
- Секретар ради: Копитько Марина Григорівна

### Керівний склад попередніх скликань
| Прізвище, ім'я, по батькові   | Основні відомості                                                       | Дата обрання | Дата звільнення |
| ----------------------------- | ----------------------------------------------------------------------- | ------------ | --------------- |
| Болоховець Микола Олексійович | Міський голова, 1946 року народження, освіта, безпартійний              | 26.03.2006   | 31.10.2010      |
| Малицький Вадим Вікторович    | Міський голова, 1963 року народження, освіта вища, член Партії регіонів | 31.10.2010   |                 |

Примітка: таблиця складена за даними сайту Верховної Ради України

### Депутати
За результатами місцевих виборів 2010 року депутатами ради стали:

#### За суб'єктами висування
| Суб'єкт висування                                       | Кількість обраних депутатів | %    |
| ------------------------------------------------------- | --------------------------- | ---- |
| Партія регіонів                                         | 28                          | 77,8 |
| Комуністична партія України                             | 4                           | 11,1 |
| Політична партія «Сильна Україна»                       | 3                           | 8,3  |
| Політична партія Всеукраїнське об'єднання «Батьківщина» | 1                           | 2,8  |

#### За округами
| № округу                                                | Прізвище, ім'я, по батькові     | Дата визнання обраним | Освіта  | Партійна приналежність                  | Відомості про обраного депутата                                                                                         |
| ------------------------------------------------------- | ------------------------------- | --------------------- | ------- | --------------------------------------- | --- |
| Комуністична партія України                             |                                 |                       |         |                                         | |
| б/м                                                     | Білан Юрій Володимирович        | 05.11.2010            | вища    | член Комуністичної партії України       | ПЦВНГК, оператор |
| б/м                                                     | Гавердовська Катерина Тарасівна | 05.11.2010            | середня | член Комуністичної партії України       | ПСК філії"Агрогаз", оператор                                                                                            |
| 3                                                       | Попадюк Тарас Павлович          | 05.11.2010            | середня | член Комуністичної партії України       | пенсіонер |
| 13                                                      | Малихін Василь Михайлович       | 05.11.2010            | середня | позапартійний                           | тимчасово не працює |
| Партія регіонів                                         |                                 |                       |         |                                         | |
| б/м                                                     | Копитько Марина Григорівна      | 05.11.2010            | вища    | член Партії регіонів                    | Перещепинська міська рада, дитячий садок № 3, бухгалтер                                                                 |
| б/м                                                     | Коломієць Людмила Вікторівна    | 05.11.2010            | вища    | член Партії регіонів                    | Перещепинська ЗОСШ № 2, директор                                                                                        |
| б/м                                                     | Горбаньов Микола Михайлович     | 05.11.2010            | вища    | член Партії регіонів                    | Новомосковське управління по експлуатації газового господарства, начальник дільниці                                     |
| б/м                                                     | Годованик Олег Леонідович       | 05.11.2010            | вища    | член Партії регіонів                    | Перещепинська міська рада, заступник голови                                                                             |
| б/м                                                     | Самарська Олена Олександрівна   | 05.11.2010            | вища    | член Партії регіонів                    | тимчасово не працює |
| б/м                                                     | Кузнєцов Микола Григорович      | 05.11.2010            | вища    | член Партії регіонів                    | ПП «Промінь», директор                                                                                                  |
| б/м                                                     | Старченко Олег Володимирович    | 05.11.2010            | вища    | член Партії регіонів                    | публічне акціонерне товариство «РАЙЗ», менеджер                                                                         |
| б/м                                                     | Малиновська Таїсія Гаврилівна   | 05.11.2010            | вища    | член Партії регіонів                    | Перещепинська ЗОСШ № 1, директор                                                                                        |
| б/м                                                     | Куделя Олександр Васильович     | 05.11.2010            | середня | член Партії регіонів                    | ТОВ «Птахівниче», інженер-електрик                                                                                      |
| б/м                                                     | Кіріченко Ірина Євгеніївна      | 05.11.2010            | середня | член Партії регіонів                    | тимчасово не працює |
| б/м                                                     | Третяк Інесса Володимирівна     | 05.11.2010            | середня | член Партії регіонів                    | дошкільний навчальний заклад № 3, вихователь                                                                            |
| б/м                                                     | Перепелиця Алла Іванівна        | 05.11.2010            | середня | член Партії регіонів                    | тимчасово не працює |
| 1                                                       | Кучин Андрій Миколайович        | 05.11.2010            | вища    | член Партії регіонів                    | Перещепинський цех видобутку нафти, газу і конденсату, водій                                                            |
| 2                                                       | Настека Наталія Олександрівна   | 05.11.2010            | вища    | член Партії регіонів                    | головне управління юстиції у Дніпропетровській області, 6 — та Дніпропетровська нотаріальна контора, державний нотаріус |
| 4                                                       | Дорофєєв Юрій Іванович          | 05.11.2010            | вища    | член Партії регіонів                    | тимчасово не працює |
| 5                                                       | Підіпригора Іван Олександрович  | 05.11.2010            | вища    | член Партії регіонів                    | Перещепинський цех видобутку нафти, газу і конденсату, електромонтер                                                    |
| 6                                                       | Іваньков Олександр Васильович   | 05.11.2010            | вища    | член Партії регіонів                    | Пролетарське виробниче управління підземного зберігання газу, головний інженер                                          |
| 7                                                       | Мирошниченко Ольга Миколаївна   | 05.11.2010            | вища    | член Партії регіонів                    | Перещепинська загальноосвітня школа № 2, вчитель                                                                        |
| 8                                                       | Шкут Сергій Миколайович         | 05.11.2010            | вища    | член Партії регіонів                    | Перещепинський ЦВНГК ГПУ «Харківгазвидобування», інженер по надзору за будівництвом                                     |
| 9                                                       | Вайло Олена Олександрівна       | 05.11.2010            | вища    | член Партії регіонів                    | Перещепинський ліцей, директор                                                                                          |
| 10                                                      | Чорна Леся Миколаївна           | 05.11.2010            | вища    | член Партії регіонів                    | ДПА Ф «Приорільська», директор                                                                                          |
| 11                                                      | Красилинець Василь Миколайович  | 05.11.2010            | вища    | член Партії регіонів                    | Пролетарський сільгоспкомплекс «Агро-газ» Державна компанія «Укртрансгаз», директор                                     |
| 12                                                      | Дідичина Ірина Миколаївна       | 05.11.2010            | середня | член Партії регіонів                    | підприємство з іноземними інвестиціями «Лукойл Україна», оператор                                                       |
| 14                                                      | Мельник Василь Михайлович       | 05.11.2010            | середня | член Партії регіонів                    | Перещепинський професійний ліцей, заступник директора                                                                   |
| 15                                                      | Степанец Наталія Юріївна        | 05.11.2010            | вища    | член Партії регіонів                    | тимчасово не працює |
| 16                                                      | Рибалка Сергій Анатолійович     | 05.11.2010            | середня | член Партії регіонів                    | Перещепинський ЦВНГК ГПУ Харків-газвидобування, помічник бурильника                                                     |
| 17                                                      | Коваленко Антоніна Василівна    | 05.11.2010            | середня | член Партії регіонів                    | Перещепинська залізнична станція, диспетчер                                                                             |
| 18                                                      | Булава Світлана Станіславівна   | 05.11.2010            | вища    | член Партії регіонів                    | приватний підприємець                                                                                                   |
| Політична партія Всеукраїнське об'єднання «Батьківщина» |                                 |                       |         |                                         | |
| б/м                                                     | Колп Василь Володимирович       | 05.11.2010            | вища    | позапартійний                           | комунальне підприємство «Перещепиневодоканал», директор                                                                 |
| Політична партія «Сильна Україна»                       |                                 |                       |         |                                         | |
| б/м                                                     | П'ятак Валентин Володимирович   | 05.11.2010            | вища    | член Політичної партії «Сильна Україна» | приватний підприємець                                                                                                   |
| б/м                                                     | Вороненко Анатолій Петрович     | 05.11.2010            | середня | член Політичної партії «Сильна Україна» | міська організація «Союз Чорнобиль.», голова                                                                            |
| б/м                                                     | Ткачук Олексій Васильович       | 05.11.2010            | вища    | член Політичної партії «Сильна Україна» | ТОВ «Форвард-Д», директор                                                                                               |